# Bundestagswahlkreis Hamburg-Altona
Der Bundestagswahlkreis Hamburg-Altona (Wahlkreis 19) ist ein Wahlkreis in Hamburg für die Wahlen zum Deutschen Bundestag. Er umfasst den Bezirk Altona. Bei der Bundestagswahl 2025 waren 188.984 Einwohner wahlberechtigt. Dabei fiel, anders als noch bei der Einteilung 2009, der gesamte Stadtteil Sternschanze in das Gebiet des Wahlkreises Altona.

## Geschichte
Der Wahlkreis war bei der Bundestagswahl 1949 die Nummer 7 der Hamburger Wahlkreise und danach die Nummer 16. Von 1965 bis 1998 hatte er die bundesweite Nummer 13. Von der Bundestagswahl 2002 bis nach der Bundestagswahl 2009 trug er die Wahlkreisnummer 20 und ab der Bundestagswahl 2013 die Wahlkreisnummer 19. Der Wahlkreis hieß von 1949 bis 1965 Hamburg II und von 1965 bis 1980 Altona.
Das Wahlkreisgebiet umfasste ursprünglich den Bezirk Hamburg-Altona ohne den Stadtteil Altona-Altstadt und den Ortsteil Altona-Nord/Süd, die an den Wahlkreis Hamburg I gingen, und ohne den Rest des an den Wahlkreis Hamburg III abgetretenen Stadtteils Altona-Nord. Von 1965 bis 1980 bestand der Wahlkreis dann aus dem Gebiet des Bezirks Hamburg-Altona ohne den Stadtteil Altona-Nord und den Ortsteil Altona-Altstadt/Nord, die dem Wahlkreis Hamburg-Mitte zugeteilt worden waren. Seit der Bundestagswahl 1980 besteht der Wahlkreis unter dem Namen Hamburg-Altona weitgehend in der eingangs beschriebenen Form.
2013 wechselten die vormals zu den Wahlkreisen Hamburg-Eimsbüttel bzw. Hamburg-Mitte gehörenden Teile des im Jahr 2008 neu gebildeten Stadtteils Sternschanze in den Wahlkreis Hamburg-Altona.

## Wahlkreisabgeordnete
| Wahl | Abgeordneter | Abgeordneter         | Partei | Stimmen in % |
| ---- | ------------ | -------------------- | ------ | ------------ |
| 1949 |              | Hugo Scharnberg a    | CDU    | 41,3         |
| 1953 | 55,6         | Hugo Scharnberg a    | CDU    |              |
| 1957 |              | Karl-Wilhelm Berkhan | SPD    | 42,9         |
| 1961 | 43,5         | Karl-Wilhelm Berkhan | SPD    |              |
| 1965 | 46,7         | Karl-Wilhelm Berkhan | SPD    |              |
| 1969 | 55,3         | Karl-Wilhelm Berkhan | SPD    |              |
| 1972 | 57,3         | Karl-Wilhelm Berkhan | SPD    |              |
| 1976 |              | Horst Gobrecht       | SPD    | 50,1         |
| 1980 | 50,4         | Horst Gobrecht       | SPD    |              |
| 1983 | 47,4         | Horst Gobrecht       | SPD    |              |
| 1987 |              | Jürgen Echternach    | CDU    | 42,0         |
| 1990 |              | Marliese Dobberthien | SPD    | 41,8         |
| 1994 | 40,5         | Marliese Dobberthien | SPD    |              |
| 1998 |              | Olaf Scholz          | SPD    | 48,1         |
| 2002 | 49,4         | Olaf Scholz          | SPD    |              |
| 2005 | 45,9         | Olaf Scholz          | SPD    |              |
| 2009 | 36,1         | Olaf Scholz          | SPD    |              |
| 2013 |              | Matthias Bartke      | SPD    | 34,9         |
| 2017 | 28,9         | Matthias Bartke      | SPD    |              |
| 2021 |              | Linda Heitmann       | GRÜNE  | 29,6         |
| 2025 | 27,5         | Linda Heitmann       | GRÜNE  |              |

## Wahlergebnisse

### Bundestagswahl 2025
| Kandidaten                                             | Kandidaten                  | Parteien/Listen     | Erststimmen | Erststimmen | Zweitstimmen | Zweitstimmen |
| Kandidaten                                             | Kandidaten                  | Parteien/Listen     | Stimmen     | %           | Stimmen      | %            |
| ------------------------------------------------------ | --------------------------- | ------------------- | ----------- | ----------- | ------------ | ------------ |
|                                                        | Sören Maximilian Platten    | SPD                 | 36.910      | 23,4        | 32.490       | 20,6         |
|                                                        | Linda Heitmanngewählt im WK | GRÜNE               | 43.349      | 27,5        | 37.452       | 23,7         |
|                                                        | Kaja Christine Steffens     | CDU                 | 33.392      | 21,2        | 30.863       | 19,5         |
|                                                        | Bo Müller                   | FDP                 | 5.278       | 3,4         | 7.377        | 4,7          |
|                                                        | Norbert Hackbusch           | Die Linke           | 25.270      | 16,0        | 28.455       | 18,0         |
|                                                        | Bernd Baumann               | AfD                 | 11.902      | 7,6         | 11.596       | 7,3          |
|                                                        | —                           | Tierschutzpartei    | –           | –           | 1.134        | 0,7          |
|                                                        | —                           | Die PARTEI          | –           | –           | 603          | 0,4          |
|                                                        | Egge Diercksen              | FREIE WÄHLER        | 1.029       | 0,7         | 362          | 0,2          |
|                                                        | —                           | Volt                | –           | –           | 2.263        | 1,4          |
|                                                        | Christian Traugott Kölle    | MLPD                | 408         | 0,3         | 101          | 0,1          |
|                                                        | —                           | BÜNDNIS DEUTSCHLAND | –           | –           | 155          | 0,1          |
|                                                        | —                           | BSW                 | –           | –           | 5.244        | 3,3          |
| Gesamt                                                 | Gesamt                      | Gesamt              | 157.538     | 100         | 158.095      | 100          |
|                                                        |                             |                     |             |             |              |              |
| Ungültige Stimmen                                      | Ungültige Stimmen           | Ungültige Stimmen   | 1.234       | 0,8         | 677          | 0,4          |
| Wähler                                                 | Wähler                      | Wähler              | 158.772     | 84,0        | 158.772      | 84,0         |
| Wahlberechtigte                                        | Wahlberechtigte             | Wahlberechtigte     | 188.984     |             | 188.984      |              |
|                                                        |                             |                     |             |             |              |              |
| Quellen: Die Bundeswahlleiterin, Kandidaten – Ergebnis |                             |                     |             |             |              |              |

### Bundestagswahl 2021
| Kandidaten                                             | Kandidaten                  | Parteien/Listen   | Erststimmen | Erststimmen | Zweitstimmen | Zweitstimmen |
| Kandidaten                                             | Kandidaten                  | Parteien/Listen   | Stimmen     | %           | Stimmen      | %            |
| ------------------------------------------------------ | --------------------------- | ----------------- | ----------- | ----------- | ------------ | ------------ |
|                                                        | Marcus Weinberg             | CDU               | 25.441      | 16,8        | 22.478       | 14,8         |
|                                                        | Matthias Bartke             | SPD               | 43.427      | 28,6        | 38.865       | 25,6         |
|                                                        | Linda Heitmanngewählt im WK | GRÜNE             | 45.063      | 29,7        | 46.162       | 30,4         |
|                                                        | Cansu Özdemir               | DIE LINKE         | 14.716      | 9,7         | 13.667       | 9,0          |
|                                                        | Fabrice Henrici             | FDP               | 12.380      | 8,2         | 16.543       | 10,9         |
|                                                        | Bernd Baumann               | AfD               | 5.191       | 3,4         | 5.036        | 3,3          |
|                                                        | –                           | Die PARTEI        | –           | –           | 1.593        | 1,0          |
|                                                        | –                           | Tierschutzpartei  | –           | –           | 1.405        | 0,9          |
|                                                        | Daniel Meincke              | FREIE WÄHLER      | 756         | 0,5         | 524          | 0,3          |
|                                                        | Karlotta Ahrens             | ÖDP               | 571         | 0,4         | 246          | 0,2          |
|                                                        | –                           | V-Partei³         | –           | –           | 160          | 0,1          |
|                                                        | –                           | NPD               | –           | –           | 56           | 0,0          |
|                                                        | Christian Kölle             | MLPD              | 209         | 0,1         | 84           | 0,1          |
|                                                        | –                           | DKP               | –           | –           | 92           | 0,1          |
|                                                        | Ulrike Zens                 | dieBasis          | 2.619       | 1,7         | 2.237        | 1,5          |
|                                                        | –                           | BÜNDNIS21         | –           | –           | 55           | 0,0          |
|                                                        | –                           | du.               | –           | –           | 228          | 0,1          |
|                                                        | –                           | LKR               | –           | –           | 24           | 0,0          |
|                                                        | –                           | Die Humanisten    | –           | –           | 129          | 0,1          |
|                                                        | Frieder Kirsch              | PIRATEN           | 1.351       | 0,9         | 571          | 0,4          |
|                                                        | –                           | Team Todenhöfer   | –           | –           | 1.054        | 0,7          |
|                                                        | –                           | Volt              | –           | –           | 886          | 0,6          |
|                                                        | Bérangère Bultheel          | Übrige/ÖLDP       | 159         | 0,1         | –            | –            |
| Gesamt                                                 | Gesamt                      | Gesamt            | 151.883     | 100         | 152.095      | 100          |
|                                                        |                             |                   |             |             |              |              |
| Ungültige Stimmen                                      | Ungültige Stimmen           | Ungültige Stimmen | 837         | 0,5         | 625          | 0,4          |
| Wähler                                                 | Wähler                      | Wähler            | 152.720     | 81,4        | 152.720      | 81,4         |
| Wahlberechtigte                                        | Wahlberechtigte             | Wahlberechtigte   | 187.705     |             | 187.705      |              |
|                                                        |                             |                   |             |             |              |              |
| Quellen: Die Bundeswahlleiterin, Kandidaten – Ergebnis |                             |                   |             |             |              |              |

### Bundestagswahl 2017
Zur Bundestagswahl 2017 am 24. September wurden 12 Direktkandidaten und 16 Landeslisten zugelassen.
| Direktkandidat     | Partei           | Erststimmen in % | Zweitstimmen in % |
| ------------------ | ---------------- | ---------------- | ----------------- |
| Matthias Bartke    | SPD              | 28,9             | 20,5              |
| Marcus Weinberg    | CDU              | 25,9             | 24,9              |
| Filiz Demirel      | GRÜNE            | 14,4             | 17,9              |
| Robert Jarowoy     | DIE LINKE        | 13,6             | 15,7              |
| Katja Suding       | FDP              | 8,6              | 11,2              |
| Bernd Baumann      | AfD              | 5,1              | 5,5               |
| ‒                  | NPD              | ‒                | 0,1               |
| Alexander Grupe    | Die PARTEI       | 2,4              | 1,6               |
| Daniel Meincke     | FREIE WÄHLER     | 0,3              | 0,2               |
| ‒                  | ÖDP              | ‒                | 0,2               |
| Narziss Nianur     | MLPD             | 0,2              | 0,1               |
| ‒                  | BGE              | ‒                | 0,5               |
| ‒                  | DiB              | ‒                | 0,5               |
| ‒                  | DKP              | ‒                | 0,1               |
| ‒                  | Tierschutzpartei | ‒                | 0,7               |
| ‒                  | V-Partei³        | ‒                | 0,2               |
| Brigitte Vollmer   | Einzelbewerber   | 0,1              | ‒                 |
| Frank Hofer        | Einzelbewerber   | 0,2              | ‒                 |
| Bérangère Bultheel | Einzelbewerber   | 0,2              | ‒                 |

### Bundestagswahl 2013
Zur Bundestagswahl 2013 am 22. September wurden 12 Direktkandidaten und 13 Landeslisten zugelassen.
| Direktkandidat       | Partei         | Erststimmen in % | Zweitstimmen in % |
| -------------------- | -------------- | ---------------- | ----------------- |
| Marcus Weinberg      | CDU            | 32,5             | 29,4              |
| Matthias Bartke      | SPD            | 34,9             | 29,8              |
| Anjes Tjarks         | GRÜNE          | 13,6             | 16,4              |
| Lorenz Flemming      | FDP            | 2,0              | 5,5               |
| Jan van Aken         | DIE LINKE      | 10,2             | 10,7              |
| Thembi Gräntzdörffer | PIRATEN        | 2,2              | 2,7               |
| Peter Adler          | NPD            | 0,4              | 0,4               |
| ‒                    | RENTNER        | ‒                | 0,4               |
| ‒                    | ÖDP            | ‒                | 0,2               |
| Jürgen Bader         | MLPD           | 0,1              | 0,1               |
| Ralf Kettnaker       | AfD            | 2,3              | 3,2               |
| Wolf Achim Wiegand   | FREIE WÄHLER   | 0,4              | 0,3               |
| Beatrice Winkler     | Die PARTEI     | 1,0              | 0,8               |
| Joachim Fiedler      | Einzelbewerber | 0,4              | ‒                 |

### Bundestagswahl 2009
| Direktkandidat     | Partei                | Erststimmen in % | Zweitstimmen in % |
| ------------------ | --------------------- | ---------------- | ----------------- |
| Olaf Scholz        | SPD                   | 36,1             | 25,2              |
| Marcus Weinberg    | CDU                   | 30,3             | 26,3              |
| Katharina Fegebank | Bündnis 90/Die Grünen | 13,7             | 18,8              |
| Katja Suding       | FDP                   | 8,2              | 13,2              |
| Bernhard Müller    | Die Linke             | 9,7              | 12,1              |
| Ursula Winkler     | NPD                   | 0,6              | 0,6               |
| Karl-Peter Grube   | ödp                   | 0,5              | 0,4               |
| –                  | PIRATEN               | –                | 2,6               |
| –                  | RENTNER               | –                | 0,6               |
| Jürgen Bader       | MLPD                  | 0,1              | 0,1               |
| Ronald Saß         | unabhängig            | 0,7              | -                 |

Olaf Scholz legte im März 2011 sein Mandat nieder, um Erster Bürgermeister von Hamburg werden zu können. Ingo Egloff rückte am 11. März 2011 für ihn über die Hamburger Landesliste der SPD in den Bundestag nach.